# Nicolás Medina (ur. 1982)
Nicolás Rubén Medina (ur. 17 lutego 1982 w Buenos Aires) – argentyński piłkarz pochodzenia włoskiego występujący na pozycji pomocnika.

## Kariera klubowa
Medina zawodową karierę rozpoczynał w sezonie 1999/2000 w barwach pierwszoligowego Argentinos Juniors. W Primera División zadebiutował 3 września 1999 w zremisowanym 1:1 pojedynku z Boca Juniors. W debiutanckim sezonie rozegrał tam 27 ligowych spotkań. W barwach Argentinos Juniors Medina zagrał w sumie 48 razy i zdobył jedną bramkę.
W 2001 roku za 3,5 miliona funtów trafił do angielskiego Sunderlandu. Po przyjściu do klubu został przesunięty do jego rezerw. W pierwszej drużynie Sunderlandu zadebiutował 14 stycznia 2003 w wygranym 2:0 meczu Pucharu Anglii z Boltonem Wanderers. Było to jednak jedyne spotkanie rozegrane przez niego w trakcie gry dla drużyny Sunderlandu. Na sezon 2003/2004 został wypożyczony do hiszpańskiego drugoligowca - CD Leganés. Rozegrał tam 32 ligowe spotkania, a jego klub zajął 19. miejsce w lidze i spadł do trzeciej ligi.
Latem 2004 podpisał kontrakt z Real Murcia grającym w drugiej lidze hiszpańskiej. Pierwszy ligowy występ dla Realu zanotował 12 września 2004 przeciwko Recreativo Huelva (1:0 dla Recreativo). W Realu spędził rok, w ciągu w lidze zagrał 20 razy i strzelił 2 gole.
W 2005 roku powrócił do Argentyny. Był zawodnikiem kolejno Rosario Central, Gimnasii La Plata, Nuevy Chicago, Talleres Córdoba oraz ponownie Gimnasii La Plata, jednak we wszystkich z tych klubów był graczem rezerwowym.
W 2009 roku przeszedł do chilijskiego CD O’Higgins.

## Kariera reprezentacyjna
Medina jest byłym graczem młodzieżowych reprezentacji Argentyny. W 2001 roku uczestnikiem mistrzostw świata U-20, które zostały wygrane przez Argentynę. W 2004 został powołany do kadry na letnie igrzyska olimpijskie. Jego reprezentacja została ich zwycięzcą, po pokonaniu w finale Paragwaju.
W dorosłej kadrze Argentyny Medina zadebiutował 5 września 2004 w wygranym 3:1 meczu eliminacji Mistrzostw Świata 2006 z Peru. W tamtym spotkaniu wszedł na boisko w 82. minucie, zmieniając Carlosa Téveza. Dotychczas było to jedyne spotkanie rozegrane przez niego w drużynie narodowej (stan na 2 czerwca 2009).